# Canejan (Hiszpania)
Canejan – gmina w Hiszpanii, w prowincji Lleida, w Katalonii, o powierzchni 48,52 km². W 2011 roku gmina liczyła 109 mieszkańców.